# SMS Uskoke
Le SMS Uskoke était un destroyer de classe Huszár construit par l'Autriche-Hongrie à partir de 1906.